# Acrotritia curticephala
Acrotritia curticephala är en kvalsterart som först beskrevs av Arthur P. Jacot 1938.  Acrotritia curticephala ingår i släktet Acrotritia och familjen Euphthiracaridae. Inga underarter finns listade i Catalogue of Life.